# Ауершперг
Ауершперг или Ауерсперг (на немски: Auersperg; на словенски: Turjaški) са стар австрийски благороднически род. Представители на фамилията са генерали, политици и държавници в Австрийската империя. През 16 и 17 век те са главни командири на хърватската военна граница в турските войни. През 1653 г. някои от графовете са издигнати от император Фердинанд III на имперски князе на Свещената Римска империя.

## Князе на Ауершперг
- Йохан Вайкхард фон Ауершперг (1615 – 1677)
- Йохан Фердинанд фон Ауершперг (1655 – 1705)
- Франц Карл фон Ауершперг (1660 – 1713)
- Хайнрих Йозеф фон Ауершперг (1697 – 1783)
- Карл Йозеф Антон фон Ауершперг (1720 – 1800)
- Вилхелм фон Ауершперг (1749 – 1822)
- Карл Вилхелм II фон Ауершперг (1782 – 1827)
- Карл Вилхелм Филип фон Ауершперг (1814 – 1890)
- Карл Мария Александер фон Ауершперг (1859 – 1927)

- „Ауершперг“ (1689)
- Палат Ауершперг във Виена
- Замък Ауершперг, сега „Град Туриак“
- Герб на род Ауершперг